# Купрамонтана
Купрамонта̀на (на италиански: Cupramontana) е малко градче и община в Централна Италия, провинция Анкона, регион Марке. Разположено е на 505 m надморска височина. Населението на общината е 4929 души (към 2010 г.).